# Шон Ливи
Шон Адам Ливи (енгл. Shawn Adam Levy; Монтреал, 23. јул 1968) канадски је редитељ, продуцент и глумац. Његов редитељски рад чине: Велики дебели лажљивац, Што више то боље, Луда ноћ у музеју, Челична борба, Чудније ствари, Главни херој и Пројекат Адам. У марту 2022. објављено је да ће Ливи режирати трећи филм о Дедпулу, смештен у Марвелов филмски универзум (МФУ).
Ливи је продуцирао научнофантастични филм Долазак из 2016. године, који је номинован за Оскара за најбољи филм. Од 2016. Ливи је извршни продуцент серије Чудније ствари. Режирао је трећу и четврту епизоду сваке сезоне серије.

## Детињство и младост
Ливи је рођен у јеврејској породици у Монтреалу, у Квебеку. Дипломирао је 1989. године на Универзитету Јејл.

## Приватни живот
Ливи и његова супруга Серена Ливи и четири ћерке живе у центру Менхетна.

## Филмографија
| Година | Српски назив                     | Изворни назив | Редитељ | Продуцент | Сценариста |
| ------ | -------------------------------- | ------------- | ------- | --------- | ---------- |
| 1997.  |                                  |               | Да      | Не        | Не         |
| 1997.  | У право време                    |               | Да      | Не        | Не         |
| 2002.  | Велики дебели лажљивац           |               | Да      | Не        | Не         |
| 2003.  | Управо венчани                   |               | Да      | Не        | Не         |
| 2003.  | Што више то боље                 |               | Да      | Не        | Не         |
| 2006.  | Пинк Пантер                      |               | Да      | Не        | Не         |
| 2006.  | Луда ноћ у музеју                |               | Да      | Да        | Не         |
| 2009.  | Луда ноћ у музеју 2              |               | Да      | Да        | Не         |
| 2010.  | Ноћ за памћење                   |               | Да      | Да        | Не         |
| 2011.  | Челична борба                    |               | Да      | Да        | Не         |
| 2013.  | Млађи референти                  |               | Да      | Да        | Не         |
| 2014.  | Сад те остављам                  |               | Да      | Да        | Не         |
| 2014.  | Луда ноћ у музеју: Тајна фараона |               | Да      | Да        | Не         |
| 2021.  | Главни херој                     |               | Да      | Да        | Не         |
| 2022.  | Пројекат Адам                    |               | Да      | Да        | Не         |
| 2024.  | Дедпул 3                         |               | Да      | Да        | Да         |